# Edison Lobão
Edison Lobão GCMM (Mirador, 5 de dezembro de 1936) é um advogado, empresário, jornalista e político brasileiro filiado ao Movimento Democrático Brasileiro (MDB). Com base eleitoral no estado do Maranhão, foi senador de 1987 a 1991 e entre 1995 e 2019, ministro Estado de Minas e Energia nos governos de Lula e Dilma Rousseff, governador por um mandato (1991 a 1994) e deputado federal por três mandatos consecutivos. É casado com a ex-deputada federal Nice Lobão e pai do ex-senador Edison Lobão Filho.

## Família, educação e jornalismo
Natural de Mirador, localizada no interior do Maranhão, Lobão é filho de Newton Barjona Lobão e de Orcina Lobão. Casou-se com Nice Lobão, deputada federal por quatro mandatos consecutivos, e com ela teve três filhos, incluindo o senador Lobão Filho.
Lobão iniciou sua carreira profissional no Rio de Janeiro, à época capital federal, onde fez parte da revista Maquis, comandada pelo jornalista Amaral Neto. Com a mudança da capital para Brasília, seguiu com a equipe para a nova cidade, e ali passou a trabalhar nas publicações Diário de Notícias, Última Hora e Correio Braziliense. Na Rede Globo, foi diretor de jornalismo.
Em 1980, Lobão graduou-se em ciências jurídicas e sociais (direito) pelo Centro de Ensino Unificado de Brasília (CEUB).

## Carreira política

### Início e deputado federal
Em 1962, Lobão iniciou sua carreira no serviço público como assessor de Virgílio Távora, ministro de Viação e Obras Públicas. Em 1964, foi designado assessor da Prefeitura do Distrito Federal, mantendo-se no cargo até 1968. Entre 1969 e 1974, assessorou o Ministério do Interior. No mesmo período, integrou o conselho de administração da Companhia Telefônica de Brasília. Na década de 1970 fez parte de comitivas dos presidentes militares em viagens aos Estados Unidos, Espanha, França, Inglaterra e Portugal. Fiel à ditadura militar, escrevia colunas em jornais defendendo-a. Os textos lhe renderam a simpatia do presidente Ernesto Geisel, que apoiou sua entrada na política. Nas eleições de 1978, decidiu concorrer a deputado federal pela Aliança Renovadora Nacional (ARENA), transferindo seu título eleitoral para o Maranhão. Eleito com 56.236 votos, foi o terceiro mais votado em seu estado para o cargo naquele pleito.
Em fevereiro de 1979, Lobão foi empossado na câmara baixa do parlamento brasileiro. Foi escolhido vice-líder da ARENA e integrou, como titular, as comissões do Interior, de Ciência e Tecnologia e Mista de Orçamento. Em 1979, propôs que as eleições para governadores voltassem a ocorrer pelo voto direto. No mesmo ano, filiou-se ao Partido Democrático Social (PDS), sucessor da ARENA. Ao longo da legislatura, trabalhou com a ditadura militar na elaboração de propostas que versavam sobre a abertura política. Em 1982, reelegeu-se deputado com a maior votação até então registrada no Maranhão: 90.323 votos. Em 1984, ausentou-se da votação da Emenda Dante de Oliveira e no ano seguinte votou em Paulo Maluf na eleição presidencial indireta.

### Senador da República; 1987 a 1991
Em 1985, Lobão ingressou no Partido da Frente Liberal (PFL). Nas eleições gerais de 1986, concorreu pela sigla a uma vaga no Senado Federal. Na campanha, foi acusado por seus opositores de ter mantido estreitas ligações com o Serviço Nacional de Informações durante a ditadura. Em novembro, elegeu-se senador com 372.295 votos, ou 20,1%, sendo vitorioso juntamente com o colega de partido Alexandre Alves Costa. Empossado na câmara alta, integrou a Assembleia Nacional Constituinte, sendo o presidente da Subcomissão da Política Agrícola e Fundiária e da Reforma Agrária. Em março de 1988, foi acusado de fraudar uma votação ao votar no lugar do deputado federal Sarney Filho, que estava ausente.
Durante os trabalhos da constituinte, Lobão foi o autor da emenda que definiu em cinco anos o mandato do presidente Sarney. Votou a favor da pena de morte, do regime presidencialista e da proteção ao emprego contra a demissão sem justa causa, sendo contrário à limitação do direito de propriedade privada, à jornada semanal de 40 horas, à legalização do jogo do bicho e à desapropriação da propriedade produtiva. Mantendo-se fiel ao presidente Sarney, buscou formar uma base de sustentação ao governo no Congresso.

### Governador do Maranhão
Em 1990, o grupo comandado por Sarney lançou a candidatura de Lobão ao governo do Maranhão. No primeiro turno do pleito, em outubro, o senador João Castelo registrou vantagem em relação a Lobão, de 595 mil votos a 459 mil. A terceira colocada, Conceição Andrade, recebeu 246 mil votos. O presidente Fernando Collor, que apoiou Castelo, foi acusado por Lobão de interferir indevidamente na disputa, através de nomeações para cargos públicos. No segundo turno, em novembro, Lobão virou e foi eleito com 695 mil votos (53,90%), ante 594 mil de Castelo (46,1%). Logo depois, buscando reaproximação com o presidente da República, declarou seu apoio ao Plano Collor.
Lobão foi empossado governador em 15 de março de 1991, sucedendo João Alberto de Souza. Buscando reduzir o funcionalismo público, demitiu 16 mil servidores por ele considerados ociosos. Afora isso, não há maiores registros sobre seu mandato à frente do executivo maranhense. Em 1994, diante da necessidade de desincompatibilização para que concorresse nas eleições daquele ano, renunciou ao cargo, sendo substituído por seu vice-governador, José de Ribamar Fiquene.

### Senador da República entre 1995 e 2019

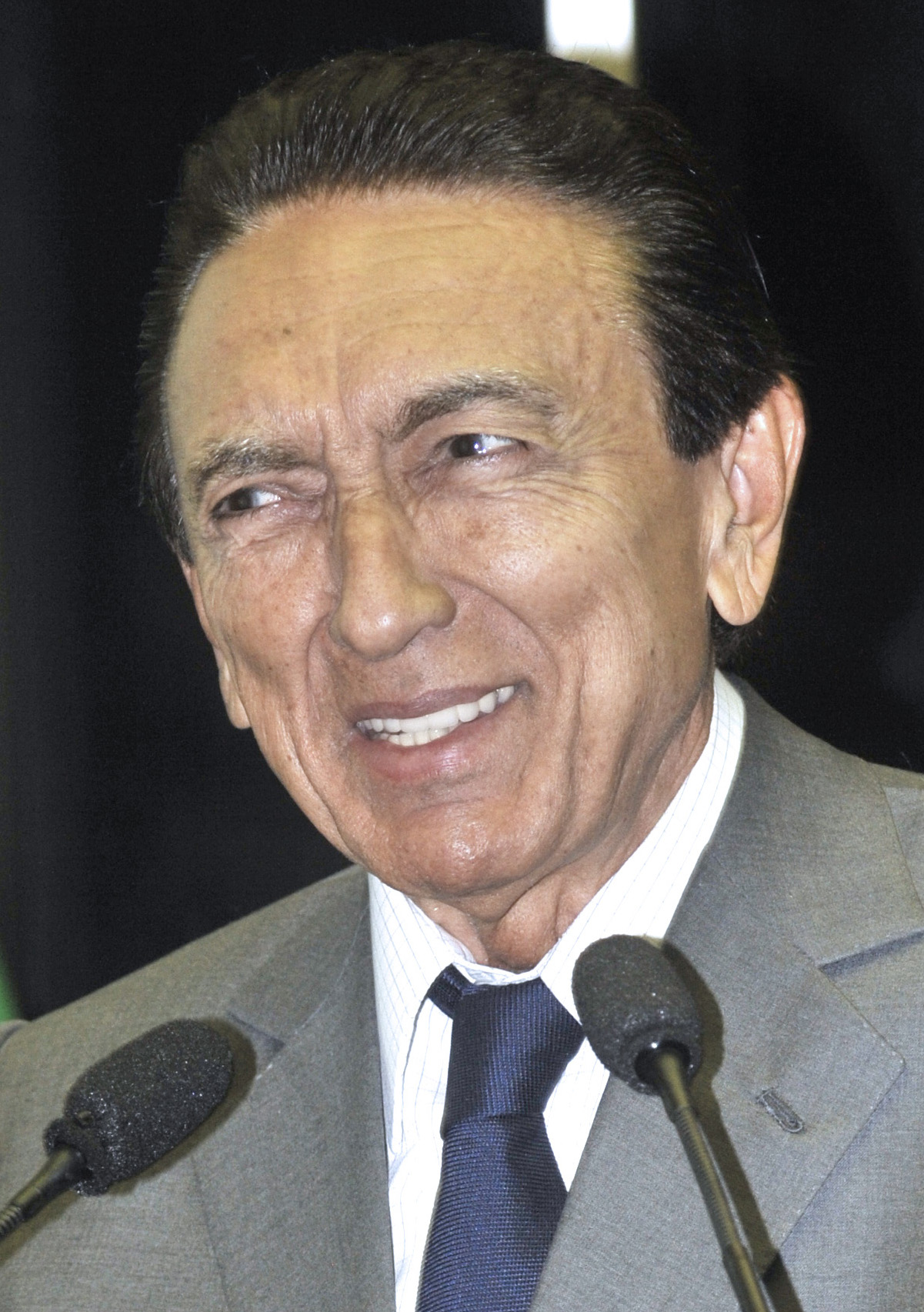
Lobão na tribuna do Senado em 2009

Com o apoio de uma coligação formada por dez partidos políticos, Lobão concorreu novamente ao Senado nas eleições de 1994. Desta vez, foi o postulante mais votado, com 576.139 votos, ou 28,60% dos votos válidos. Empossado em fevereiro de 1995, converteu-se nas décadas seguintes em um dos membros mais poderosos da casa. Integrou por repetidas vezes a Comissão de Constituição, Justiça e Cidadania (CCJ), escolhido por seus pares para presidi-la em 2003 e 2017. Na 50.ª legislatura, até 1999, foi favorável à quebra do monopólio dos governos estaduais na distribuição do gás canalizado, da recriação da Contribuição Provisória sobre Movimentação Financeira (CPMF) e da emenda constitucional que estabeleceu a possibilidade de reeleição consecutiva aos membros do Poder Executivo.
Em 2001, Lobão foi escolhido vice-líder do PFL e para a primeira vice-presidência do Senado Federal. Entre 20 de julho e 13 setembro de 2001, ocupou a presidência do Senado em caráter interino, substituindo Jader Barbalho, envolvido em um escândalo. Após Barbalho renunciar a presidência do Senado Federal, conduziu o pleito que conduziu Ramez Tebet para ocupar a presidência no restante do biênio 2001-2003. Em 2002, foi reeleito para seu terceiro mandato como senador com 1,1 milhão de votos, 27,2%, ficando com a segunda vaga; Roseana Sarney foi a senadora mais bem votada, com 1,3 milhão de votos. Condecorado em 1992 pelo presidente Fernando Collor com a Ordem do Mérito Militar no grau de Grande-Oficial especial, Lobão foi promovido em 2004 por Luiz Inácio Lula da Silva ao último grau da ordem, a Grã-Cruz.
Extinto o PFL no início de 2007, passou a ser integrante do Democratas, mas logo atendeu às conveniências políticas de seu estado e ingressou no Partido do Movimento Democrático Brasileiro (PMDB). O DEM requereu na Justiça seu mandato no Senado, alegando infidelidade partidária, mas a ação foi arquivada pelo Tribunal Superior Eleitoral.
Lobão reelegeu-se para seu terceiro mandato nas eleições de 2010, com 1,7 milhão de votos, ou 32,74% dos votos válidos. Nos períodos em que esteve afastado do mandato, por conta de sua designação como ministro de Estado, foi substituído por seu primeiro suplente, seu filho Lobão Filho. Em 2015, retornou ao Senado permanentemente. Em novembro, foi o único senador a abster-se na votação sobre a manutenção da prisão de Delcídio do Amaral. Em 2016, durante as votações no processo de impeachment de Dilma Rousseff, votou pela continuidade do processo e pela perda do mandato, porém foi contra a inelegibilidade da mesma. Em 2017, votou a favor da reforma trabalhista e a favor da manutenção do mandato do senador Aécio Neves. Concorreu à reeleição no pleito de 2018, não logrando êxito, classificando-se na quarta colocação com 553 mil votos (9,7%). Declarou, logo em seguida, que não abandonaria a política.

### Ministro de Minas e Energia

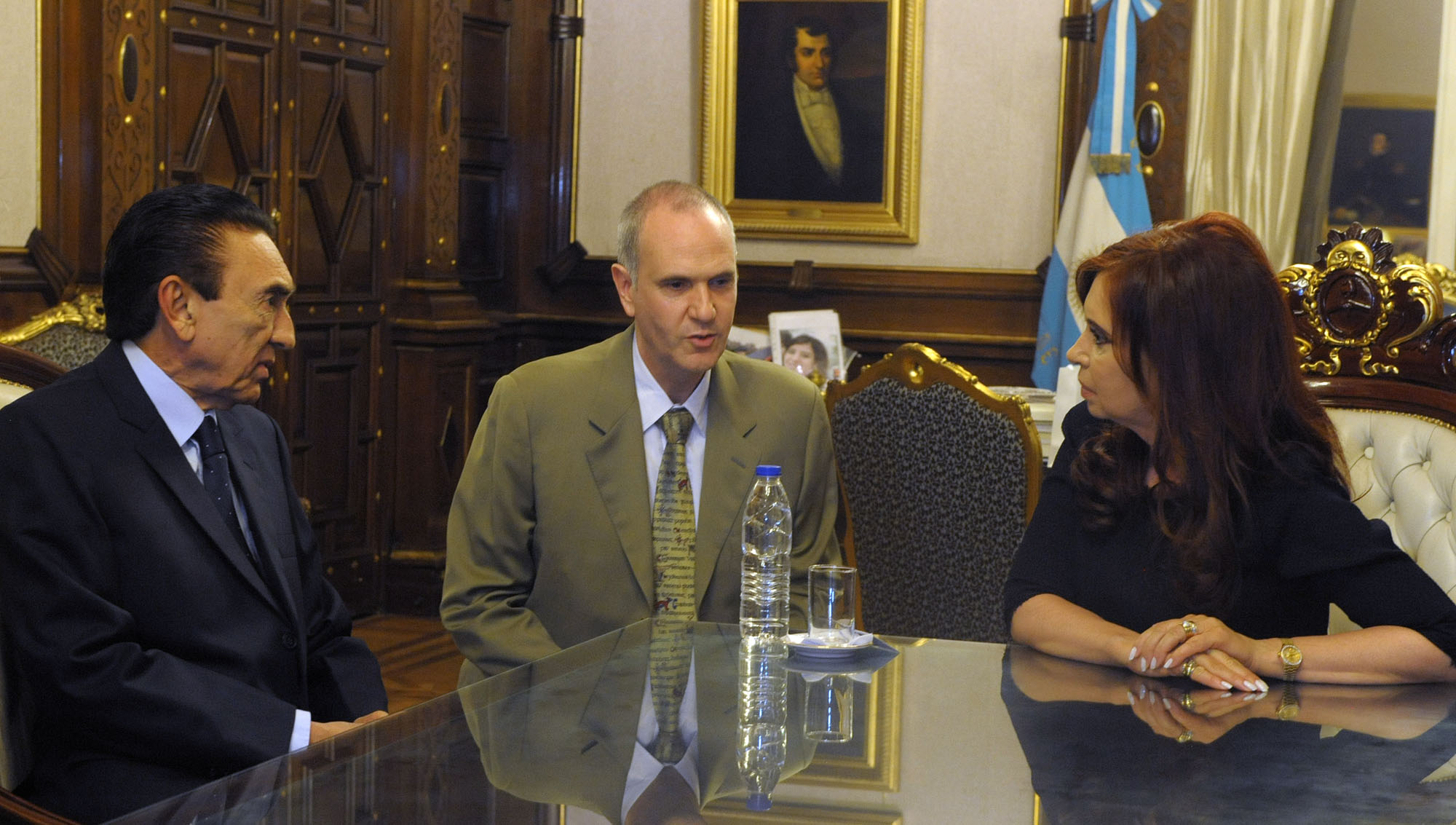
Lobão em audiência com a presidente argentina Cristina Kirchner, em 2012

Em 2008, Lobão foi nomeado ministro de Minas e Energia pelo presidente Luiz Inácio Lula da Silva. Na época, o PMDB e Lula chegaram a um acordo para que o partido apoiasse um pacote tributário em troca da concessão de cargos públicos aos peemedebistas. Sua nomeação recebeu críticas por além de não ser técnico também não contar com experiência na área. No Ministério, rescindiu sua declaração anterior de que o país corria risco de um apagão elétrico. Manifestou-se em apoio à ampliação das atividades da Eletrobras para o exterior. Deixou o ministério de Lula em março de 2010 para disputar novamente o Senado. Retornou em 2011 e exerceu as funções durante todo o primeiro mandato de Dilma Rousseff. Durante esses dois períodos à frente do Ministério, também participou das discussões para criação de um Marco Regulatório para a Mineração e buscou expandir o programa Luz para Todos.
Em 2009, a Polícia Federal realizou a Operação Boi Barrica, que investigou um suposto caso de tráfico de influência em que Fernando Sarney, filho de José Sarney, interferia diretamente na agenda de Lobão como ministro. Sarney, que foi indiciado, seria responsável não só por agendar as reuniões como também por informar ao ministro o que este deveria falar aos empresários. Lobão negou qualquer irregularidade.
Em 2011, Lobão participou da "campanha" para demitir o presidente da Vale, Roger Agnelli. Em outra frente, pressionava publicamente a empresa a pagar cinco bilhões de reais de royalties pela exploração do solo do país. Agnelli expressou à Dilma sua preocupação de que a disputa dos royalties estava envolvida num contexto político e que haveria desvio de verbas na prefeitura de Parauapebas. A Vale já pagara 700 milhões ao município, que continuava com péssimos indicadores. No mesmo dia que a carta foi entregue ao Planalto, Agneli se reuniu com Lobão para reafirmar sua crença que as cobranças do governo eram injustas, mas que acataria decisões em contrário. Terminada a reunião, Lobão afirmou à imprensa que a Vale admitia as dívidas. Menos de quinze dias depois, com apoio do Banco Nacional de Desenvolvimento Econômico e Social e da Previ, que juntos detinham 60,5% da Vale, Agnelli foi substituído.

## Investigações criminais
Em 2015, o ministro Teori Zavascki, do Supremo Tribunal Federal, autorizou a abertura de investigação contra Lobão. Em dezembro do mesmo ano, foi alvo de buscas pela Polícia Federal no âmbito da Operação Catilinárias, que representou a 22ª fase da Operação Lava Jato.
Em 2016, o jornal El País divulgou que Lobão e outros investigados na Lava Jato mantinham contas em offshores abertas pela companhia panamenha Mossack Fonseca, especializada em camuflar ativos usando companhias sediadas em paraísos fiscais.
Em 2017, foi deflagrada a Operação Leviatã, um desdobramento da Lava Jato, onde Lobão e seu filho Marcio eram suspeitos de terem recebido propinas superiores a 5 milhões de reais, oriundo da construção da Usina Hidreletrica de Belo Monte e de Angra 3. Em setembro de 2019, outro desdobramento da mesma operação prendeu Marcio, que foi libertado poucos dias depois mediante decisão do Tribunal Regional Federal da 4ª Região. Na época, os investigadores informaram que Lobão e seu filho haviam cobrado R$ 50 milhões em propinas.
Em julho de 2019, Lobão virou réu pela primeira vez no âmbito da Lava Jato. A denúncia ofertada pelos procuradores federais acusou-o de corrupção passiva e lavagem de dinheiro por receber pagamentos ilícitos, no valor de R$ 2,8 milhões, relacionados à construção da Usina de Belo Monte. Além dele, também foram tornados réus três executivos da Odebrecht, seu filho Márcio e sua nora Marta Lobão. A juíza federal Gabriela Hardt ordenou o bloqueio de seus bens, em montante equivalente a R$ 1,9 milhão.
Em outubro de 2019, o Ministério Público Federal denunciou Lobão, seu filho Marcio e mais seis pessoas pelos de crimes de corrupção e lavagem de dinheiro em 44 contratos de mais de R$ 1,528 bilhão da Transpetro, subsidiária da Petrobras, com o Grupo Estre e o Consórcio NM Dutos Osbra. Os crimes teriam sido cometidos de 2008 a 2014. Segundo a investigação, Lobão, à época ministro de Minas e Energia, recebeu parte da propina negociada por Sérgio Machado. Lobão negou todas as acusações realizadas contra si no decorrer das investigações da Operação Lava Jato.